# 主页劫持
主页劫持指各种软件对用户浏览器的主页进行锁定的行为，属于浏览器劫持的一种。一般出现于恶意软件、计算机病毒中，一般将用户的主页锁定至带有广告的网页，给网页运营商带来收入。